# Didàctica de la literatura
La didàctica de la literatura és el conjunt d'enfocaments teòrics i tècniques de pedagogia destinat a apropar la literatura als alumnes en un context d'educació formal.
Té com a objectius principals
- el desenvolupament del gust estètic dels alumnes enfront del text literari
- el coneixement dels autors i tendències claus de la història de la literatura
- la literacitat crítica
- el foment de l'hàbit lector
- la millora de la comprensió lectora
- oferir models d'excel·lència per a la didàctica de la llengua